# 巴西白人
巴西白人是指居住於巴西的欧洲和中东移民及其後代的巴西公民。根据2010年的人口普查，巴西白人共有91,051,646人，占巴西總人口的47.73%。
目前巴西白人的主要祖先是葡萄牙人。葡萄牙人实际上是唯一一个在巴西殖民时期定居巴西的欧洲群体。此外，即使在巴西独立后，移民至巴西的人群中大部分也依舊是葡萄牙人。在1884年至1959年期间，有4,734,494名移民來到巴西，他们大多来自葡萄牙和意大利，也有来自西班牙、德国和其他国家的移民，如今数百万巴西人是这些移民的后裔。
巴西白人人口遍布巴西全境，但比例最高的是巴西最南部的三个州，在人口普查中，79.8%的人声称自己是白人，而东南部地区的人数最多。 
白人比例最高的州是：圣卡塔琳娜州（88.96%）、南里奥格兰德州（85.30%）、巴拉那州（79.24%）和圣保罗州（73.40%）。其他比例较高的州有：里約熱內盧州（54.50%）、南马托格罗索州（51.10%）、圣埃斯皮里图州（50.45%）、米纳斯吉拉斯州（47.24%）和戈亚斯州（43.60%）  。圣保罗州的白人人口数量最多，有3千万白人。